# Wiesław Gołas

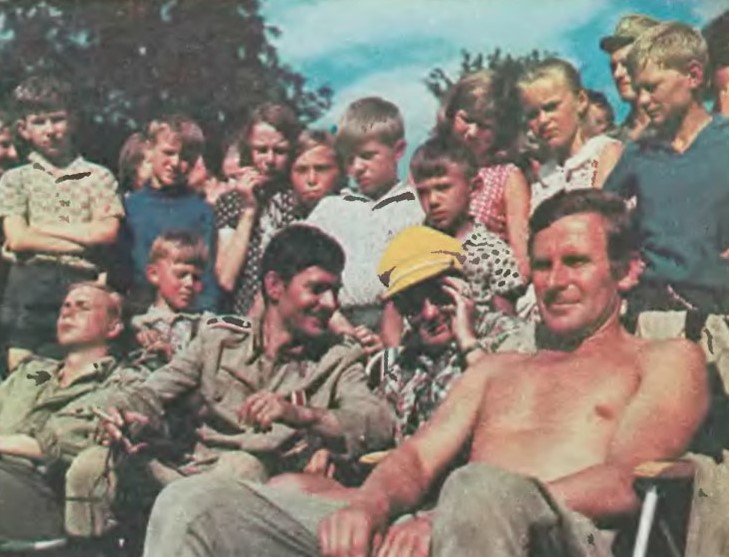
W. Gołas (z prawej) na planie Czterech pancernych i psa (1969)

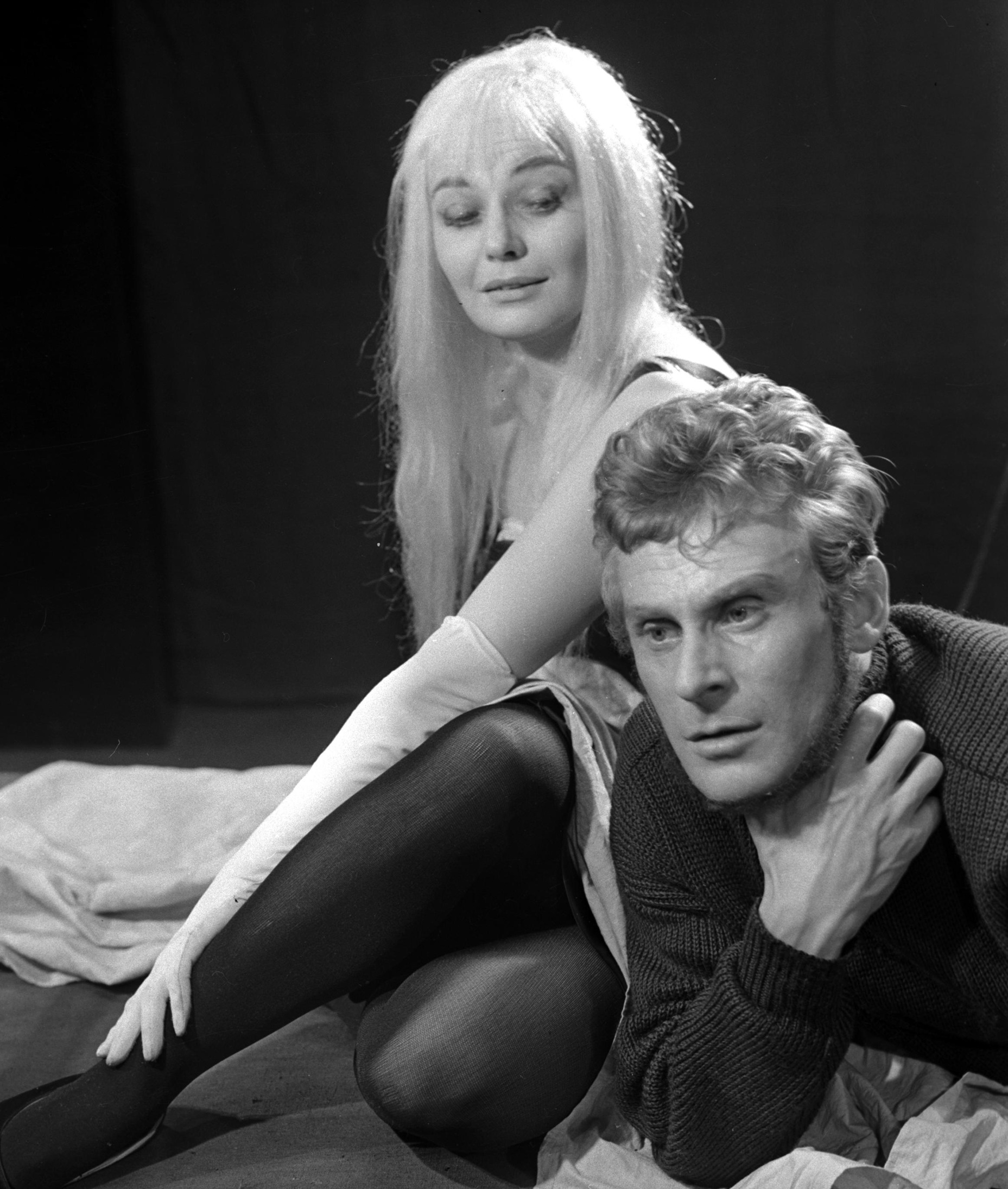
Z Lucyną Winnicką w Wariacie i zakonnicy (1959)

Wiesław Ryszard Gołas (ur. 9 października 1930 w Kielcach, zm. 9 września 2021 w Warszawie) – polski aktor teatralny, filmowy i kabaretowy, wykonawca piosenki aktorskiej.

## Życiorys
Według oficjalnych dokumentów urzędowych urodził się 4 października 1930 roku, jednak, jak twierdził sam aktor, jest to data błędna i w rzeczywistości przyszedł na świat 9 października 1930 roku. Przed wybuchem II wojny światowej Wiesław Gołas uczęszczał do szkoły powszechnej na kieleckim Baranówku, a następnie do Gimnazjum im. Jana Śniadeckiego. W 1943 wstąpił do Szarych Szeregów. Przybrał pseudonim Wilk. Brał udział w akcjach zdobywania broni, a także w rozstrzelaniu konfidenta. W grudniu 1944, podczas nieudanej akcji, został aresztowany, a następnie poddany brutalnemu śledztwu przez Gestapo. Trafił do celi, w której wcześniej więziony był jego ojciec.
Po wojnie studiował w warszawskiej Państwowej Wyższej Szkole Teatralnej, kierowanej przez Aleksandra Zelwerowicza. Studia ukończył w 1954 roku. Debiut w Teatrze Dolnośląskim w Jeleniej Górze. Aktor Teatru Dramatycznego w Warszawie (1955–1985), Teatru Polskiego w Warszawie (1985–1992). Twórca doskonałych kreacji komediowych, a także współtwórca Kabaretu Koń, członek Kabaretu Starszych Panów, członek Kabaretu Dudek, wykonawca piosenki W Polskę idziemy autorstwa Jerzego Wasowskiego i Wojciecha Młynarskiego. Występował również w Teatrze Polskim w Warszawie.
W 2016 roku z okazji 85. urodzin aktora powstał film dokumentalny Gołas absolutnie!.

## Życie prywatne
Syn Jadwigi i Teofila. Ojciec aktora (1903 – ok. 1942) był ogniomistrzem w 2. Pułku Artylerii Lekkiej Legionów. W kampanii wrześniowej walczył w Armii Łódź pod Modlinem. Po klęsce września, zbiegł z transportu do oflagu i zaangażował się w działalność konspiracyjną. Ostatecznie został schwytany przez Niemców i zamordowany na Majdanku. Był dwukrotnie odznaczony Krzyżem Walecznych. 
Wiesław Gołas był dwukrotnie żonaty. Pierwszą żoną była Elżbieta Szczepańska (rozwód na początku lat 70.), a drugą – Maria Krawczyk-Gołas (zm. 2024). Z pierwszego małżeństwa miał córkę Agnieszkę.
W 2008 roku przeszedł zawał mięśnia sercowego, z kolei w 2020 i 2021 roku doznał dwóch udarów mózgu, w wyniku których zmarł. Wiesław Gołas został pochowany 14 września 2021 roku w grobie rodzinnym na cmentarzu Powązkowskim w Warszawie (kwatera 17/2/30b).

## Ordery i odznaczenia
- Krzyż Wielki Orderu Odrodzenia Polski (pośmiertnie, 2021)[19][21]
- Krzyż Oficerski Orderu Odrodzenia Polski (1978)
- Krzyż Kawalerski Orderu Odrodzenia Polski (1963)
- Brązowy Medal „Za zasługi dla obronności kraju” (1968)
- Medal Komisji Edukacji Narodowej (1975)
- Złoty Medal „Zasłużony Kulturze Gloria Artis” (2009)[22]
- Odznaka 1000-lecia Państwa Polskiego (1967)[23]
- Złota Odznaka honorowa „Za Zasługi dla Warszawy”[24]
- Doroczna Nagroda Ministra Kultury i Dziedzictwa Narodowego za całokształt twórczości (2020)[25]

## Pozostałe nagrody
- 1966 – „Srebrna Maska” w plebiscycie Expressu Wieczornego[9]
- 1967 – Nagroda Ministra Kultury i Sztuki III stopnia
- 1977 – Odznaka 1000-lecia Państwa Polskiego
- 1996 – Nagroda (Opole – XXI OKT – wyróżnienie za role Filipa w Grubych rybach w Teatrze Polskim w Warszawie)
- 2002 – Statuetka Gwiazda Telewizji Polskiej wręczona z okazji 50-lecia TVP „za kreacje aktorskie w filmie i teatrze telewizji” (26.10)
- 2003 – SuperWiktor
- 2006 – Nagroda Honorowa za całokształt twórczości na XIII Ogólnopolskim Festiwalu Sztuki Filmowej Prowincjonalia we Wrześni

## Upamiętnienie
Wiesława Gołasa upamiętnia popiersie w kieleckiej Alei Sław. Od 2024 patronuje Dużej Scenie Kieleckiego Centrum Kultury.

## Filmografia
- 1954: Pokolenie jako żandarm niemiecki na patrolu
- 1956: Szkice węglem jako Wawrzon Rzepa
- 1956: Cień jako bojowiec z organizacji podziemnej
- 1958: Dezerter jako Heinrich
- 1958: Miasteczko jako Władek
- 1958: Rancho Texas jako Marcyś
- 1959: Lotna jako ułan kradnący kury
- 1959: Tysiąc talarów jako prowadzący pokaz mody
- 1960: Zezowate szczęście jako ubek
- 1960: Przygoda w terenie jako Stasiek Pietrzak
- 1960:  Szklana góra jako kierowca autobusu
- 1960: Ostrożnie Yeti jako gangster w czerni
- 1960: Mąż swojej żony jako bokser Józek Ciapuła
- 1961: Dotknięcie nocy jako kapitan Prokosz
- 1961: Ogniomistrz Kaleń jako ogniomistrz Kaleń
- 1962: Jak być kochaną jako podoficer
- 1962: Dom bez okien jako Robert
- 1963: Przygoda noworoczna jako sprzedawca baloników
- 1963: Naprawdę wczoraj jako szyper
- 1963: Zacne grzechy jako Trzaska
- 1963: Żona dla Australijczyka jako Robert
- 1964: Prawo i pięść jako Smółka
- 1964: Beata jako okularnik
- 1964: Upał jako Albin
- 1964: Rękopis znaleziony w Saragossie jako gitarzysta w gospodzie
- 1965: Kapitan Sowa na tropie jako kapitan Sowa
- 1965: Markiza de Pompadour jako ogrodnik Winnykamień[28]
- 1965: Wózek jako jeniec radziecki
- 1965: Trzy kroki po ziemi jako Szkudlarek (cz. 2)
- 1966: Chudy i inni jako Chudy
- 1967: Cześć kapitanie jako Mundek
- 1967: Kwestia sumienia jako włóczęga Drame Brone
- 1967: Przeraźliwe łoże jako Tom
- 1967: Zamrożone błyskawice jako kolejarz Edward
- 1967: Czas może powrócić
- 1968–1970: Czterej pancerni i pies jako Tomasz Czereśniak
- 1968: Lalka jako baron Krzeszowski
- 1968: Gra jako Franek
- 1969: Piąta rano jako woźna, urzędniczka, urzędnik, naczelnik (4 role)
- 1969: Nowy jako komendant straży pożarnej
- 1970: Dzięcioł jako Stefan Waldek
- 1970: Hydrozagadka jako taksówkarz
- 1970: Mały jako Nijaki, współlokator Małego
- 1970: Dziura w ziemi jako piekarz Kazio
- 1971: Kłopotliwy gość jako komendant straży pożarnej
- 1971: Kareta jako kowboj
- 1971: Niebieskie jak Morze Czarne
- 1972: Poszukiwany, poszukiwana jako Wiesław Karpiel
- 1973: Droga jako kierowca Marian Szyguła
- 1974: Czterdziestolatek jako Ziemia, dowódca plutonu SP (odc. 1)
- 1974: Potop jako Stefan Czarniecki
- 1974: Nie ma róży bez ognia jako Malinowski
- 1975: Kazimierz Wielki jako Maćko Borkowic
- 1975: Dyrektorzy jako brat Adama (odc. 2)
- 1976: Brunet wieczorową porą jako Kazik
- 1976: Zaklęty dwór jako Michał Horawa
- 1977: Wszyscy i nikt jako Twardy, żołnierz LWP wracający z wojny
- 1978: Jarosławna, korolewa Francji jako król Kazimierz
- 1978: Hallo Szpicbródka, czyli ostatni występ króla kasiarzy jako inspicjent
- 1979: Klincz jako Król
- 1979: Ród Gąsieniców jako Józuś Sabała
- 1980: Dzień Wisły jako żołnierz
- 1980: Polonia Restituta jako Józef Dowbor-Muśnicki
- 1980: Alicja jako gangster
- 1981: Filip z konopi jako fryzjer Czesław
- 1981: Miłość ci wszystko wybaczy jako inspicjent
- 1981: Gdzie szukać szczęścia? jako kataryniarz
- 1981: Kto ty jesteś? jako homoseksualista, członek szajki
- 1982: Niech cię odleci mara jako Zalewski
- 1982: Przygrywka jako złodziej Bonanza (odc. 3)
- 1982: Noc poślubna w biały dzień jako chłop Biernacki
- 1982: Latawiec jako Stec
- 1982: Polonia Restituta jako Józef Dowbór-Muśnicki (odc. 6)
- 1982: Oko proroka jako Midopak
- 1983: Kasztelanka jako rybak
- 1983: Tajemnica starego ogrodu jako Mniszek
- 1983: Alternatywy 4 jako Majewski
- 1984: Zabicie ciotki jako oficer dyżurny
- 1984: Przeklęte oko proroka jako kozak Midopak
- 1985: Oko proroka, czyli Hanusz Bystry i jego przygody jako kozak Midopak[29]
- 1985: Dłużnicy śmierci jako Listwa
- 1989: Rififi po sześćdziesiątce jako Wojciech Kukliński „Pulop”
- 1993: Czterdziestolatek. 20 lat później jako mężczyzna przy budce telef. (odc. 2)
- 1996: Szabla od komendanta jako Ignatko

## Dubbing

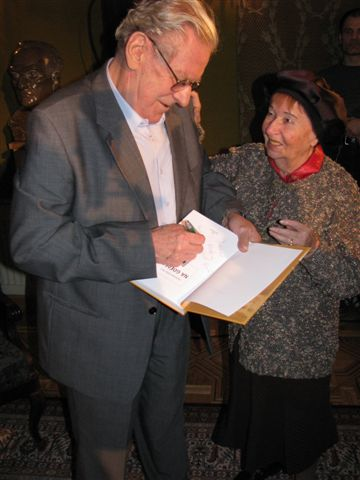
Wiesław Gołas i Irena Kwiatkowska (2008)

- 1951: Alicja w Krainie Czarów – Zając
- 1957: Na polu chwały – Paweł Korczagin
- 1960: Trzynastego nocą – Primow
- 1961: Dziewczęta – Filja

## Gry
- 2000: Pompei: Legenda Wezuwiusza – Sekundus Popidiusz